# Las Ideas del Aire (álbum)
Las Ideas del Aire es el séptimo disco solista del cantautor uruguayo Pablo Sciuto. Fue publicado en CD por su sello independiente Hipnótica Récords en el año 2011, es un álbum grabado en directo de estudio sin tomas adicionales, solo guitarra y voz.
La grabación se realizó el jueves 3 de noviembre de 2011 en los Estudios Brazil de Rivas-Vaciamadrid localidad de la Comunidad de Madrid, por el reconocido ingeniero y productor español Javier Ortiz (Quique González, Julián Maeso, MClan, etc). El trabajo fue registrado con equipamiento analógico y una guitarra Harmony de los años 60, la gran pasión de Pablo por el folk y la enorme influencia de artistas como Nick Drake, Elliott Smith, Ryan Adams, John Martyn y principalmente de James Taylor a quien conoce personalmente, le lleva a acercase a esa sonoridad particular del folk inglés. 
El material también fue registrado en vídeo con varias cámaras por el reconocido director de cine argentino, Gabriel di Martino.

## Estilo musical
Es un trabajo donde vuelve al origen de la canción, solo acompañado de su guitarra y voz. Grabado en directo sin tomas adicionales en Estudio Brazil de Madrid por Javier Ortiz. El disco recorre canciones que fueron compuestas desde el año 1999 hasta el presente. Con un concepto totalmente distinto, donde el folk combinado con diferentes estilos, logra un sonido orgánico con ecos del pasado y a su vez crea una atmósfera acústica donde la canción toma el protagonismo, pero no pierde su efecto.

## Lista de canciones
| Lado A |                          |          |  |
| N.º    | Título                   | Duración |  |
| 1.     | «7 AM»                   | 2:39     |  |
| 2.     | «Las ideas del aire»     | 3:14     |  |
| 3.     | «Planeta casa»           | 3:49     |  |
| 4.     | «Extraño método de amar» | 3:10     |  |
| 5.     | «La llave del cielo»     | 2:20     |  |
| 6.     | «Sincronizados»          | 3:05     |  |
| 7.     | «Alas»                   | 3:04     |  |
| 8.     | «Móvil»                  | 2:22     |  |
| 9.     | «Calle sin nombre»       | 2:42     |  |
| 10.    | «Más»                    | 2:12     |  |
| 11.    | «Nace»                   | 2:59     |  |
| 12.    | «Salón dormido»          | 2:31     |  |
| 13.    | «Vidrio roto»            | 4:05     |  |

## Ficha técnica
Pablo Sciuto: Guitarra acústica y voz.
- Técnico de Grabación: Javier Ortiz
- Asistente de Grabación: Marcos Bandera
- Técnico de Mezclas: Javier Ortiz
- Masterizado en Estudio Brazil por Javier Ortiz

- Video y fotografía: Gabriel di Martino
- Diseño de portada: Pablo Sciuto